# Santa (Ilocos Sur)
Santa es un municipio de cuarta categoría situado en la provincia de Ilocos Sur en Filipinas. Según el censo de 2000, cuenta con 13.918 habitantes en 2.811 hogares. El actual alcalde es Jeremy Jesus P. Bueno III.

## Barangays
Santa tiene 26 barangays.
| - Ampandula - Banaoang - Basug - Bucalag - Cabangaran - Calungboyan - Casiber - Dammay | - Labut Norte - Labut Sur - Mabilbila Norte - Mabilbila Sur - Magsaysay District (Pob.) - Manueva - Marcos (Pob.) - Nagpanaoan | - Namalangan - Oribi - Pasungol - Quezon (Pob.) - Quirino (Pob.) - Rancho - Rizal - Sacuyya Norte - Sacuyya Sur - Tabucolan |